# 안드레아스 헤어초크
안드레아스 헤어초크(독일어: Andreas Herzog, 1968년 9월 10일 ~ )는 오스트리아의 전 축구 선수이자 현 축구 감독, 해설가로 영국 스카이 스포츠의 해설가로 재직 중이며 오스트리아 국가대표팀의 최초 센추리클럽 가입자이자 마르코 아르나우토비치 다음으로 오스트리아 대표팀 역대 국제 A매치 최다 출전자이다.

## 선수 시절

### 클럽
1986년 라피트 빈에서 프로에 데뷔한 이후 라피트 빈 소속으로 1991-92 시즌까지 공식전 145경기 33골을 터뜨리며 오스트리아 분데스리가 2연패(1986-87, 1987-88), 1989-90 오스트리아 분데스리가 3위, 오스트리아컵 2회 연속 준우승(1989-90, 1990-91) 등에 공헌했고 1987-88 시즌 말미에는 퍼스트 비엔나 소속으로 오스트리아 분데스리가 스프링 시즌 챔피언십 플레이오프 7경기 3골을 터뜨리며 최종 4위 입성에 기여했다.
이후 1992-93 시즌부터 1994-95 시즌까지 독일 분데스리가의 명문 베르더 브레멘 소속으로 공식전 127경기 29골로 1992년 UEFA 슈퍼컵 준우승, 분데스리가 1992-93 우승, DFB-포칼 1993-94 우승, 분데스리가 1994-95 준우승, DFL-슈퍼컵 2연패(1993, 1994) 등에 기여했다.
1994-95 시즌을 마친 뒤 같은 독일 분데스리가의 강호 바이에른 뮌헨으로 트레이드되어 공식전 35경기 4골로 이렇다할 활약은 보이지 못했지만 분데스리가 1995-96 준우승, 1995-96년 UEFA 유로파리그 우승에 어느 정도 일조했다.
1995-96 시즌 종료 후 베르더 브레멘으로 복귀하여 2001-02 시즌 초반까지 공식전 177경기 39골을 터뜨리며 DFB-포칼 1998-99 우승, DFB-포칼 1999-2000 준우승 등을 이끌었다.
그 후 친정팀인 라피트 빈으로 잠시 복귀한 이후 2002-03 시즌까지 공식전 43경기 4골로 오스트리아 분데스리가 2002-03 4위에 기여한 뒤 2004 시즌을 앞두고 미국 MLS의 로스앤젤레스 갤럭시로 이적하여 공식전 28경기 4골을 기록하며 MLS 2004 4강 플레이오프 진출에 일조했으며 2004 시즌을 끝으로 18년간의 선수 생활을 마무리했다.

### 국가대표팀
1988년 4월 그리스와의 친선 경기에서 국제 A매치 데뷔전을 치른 후 같은 해 11월 2일 튀르키예와의 1990년 FIFA 월드컵 유럽 지역 예선 3조 2차전에서 A매치 데뷔골을 터뜨렸다.
이후 2003년까지 A매치 통산 103경기 26골을 터뜨렸고 1990년 FIFA 월드컵과 1998년 FIFA 월드컵 본선에 출전했으며 2003년 4월 스코틀랜드와의 친선 경기를 끝으로 국가대표팀 유니폼을 반납했다.

## 지도자 경력

### 오스트리아 축구 국가대표팀
선수 은퇴 후 2005년 오스트리아 대표팀 감독 대행으로 본격적인 지도자 생활을 시작한 이후 2008년부터 2009년까지 오스트리아 대표팀의 코치를 역임했다.

### 미국 축구 국가대표팀
2011년 미국 대표팀의 코치로 부임한 이후 2016년까지 위르겐 클린스만 감독을 보좌하며 2013년 CONCACAF 골드컵 우승, 2014년 FIFA 월드컵 16강 진출, 2015년 CONCACAF 골드컵 4위, 2016년 코파 아메리카 센테나리오 4위의 성과를 남겼고 2015년부터 2016년까지는 미국 U-23 대표팀의 감독을 맡아 2016년 하계 올림픽 북중미카리브 지역 예선 챔피언십 3위를 이끌었지만 대륙간 플레이오프에서 콜롬비아에 패하며 8년만의 올림픽 본선행이 좌절되었다.

### 이스라엘 축구 국가대표팀
2018년 8월 1일 이스라엘 대표팀의 사령탑으로 선임된 이후 UEFA 유로 2020 예선 플레이오프 진출을 이끌었지만 스코틀랜드와의 플레이오프 1라운드에서 승부차기까지 가는 접전 끝에 3-5로 패하며 사상 첫 유로 대회 본선행에 실패하면서 결국 2020년 6월 24일 이스라엘 대표팀 감독직에서 물러났다.

### 아드미라 바커 뫼들링
2021년 6월 1일 아드미라 바커 뫼들링의 감독 부임을 통해 자국으로 돌아온 이후 2년간 팀을 지도했고 그 뒤 영국 스카이 스포츠 채널의 축구 해설 위원으로 활동하고 있다.

### 대한민국 축구 국가대표팀
2023년 2월 27일 대한민국 A대표팀 73대 사령탑으로 정식 부임한 위르겐 클린스만 감독의 호출을 받고 같은 해 3월 9일 대한민국 대표팀의 수석 코치로 합류하며 약 7년만에 클린스만 감독과 재회했으나 이듬해에 열린 2023년 AFC 아시안컵 4강에서 탈락한 이후 클린스만 감독이 경질되면서 대표팀 수석 코치직을 내려놓았다.

## 수상

#### SK 라피트 빈
- 분데스리가 : 1986–87, 1987–88

#### SV 베르더 브레멘
- 분데스리가: 1992–93
- DFB 포칼: 1993–94, 1998–99
- DFL 슈퍼컵: 1993, 1994

#### FC 바이에른 뮌헨
- UEFA컵 : 1995-96

### 개인
- 오스트리아 올해의 선수 : 1992
- 키커 분데스리가 올해의 팀 : 1994-95
- 라피드 빈 역대 베스트 : 1999
- 오스트리아 대표팀 역대 베스트 : 2004
- 오스트리아 공화국 공로장 : 2002

## 같이 보기
- A매치 100경기 이상 출전한 축구 선수 명단